# (12777) Manuel
(12777) Manuel (1994 QA1) – planetoida z pasa głównego asteroid okrążająca Słońce w ciągu 4,18 lat w średniej odległości 2,59 j.a. Odkryta 27 sierpnia 1994 roku.